# Jark

Jark

Jark (Jarck, Jarke, Jorck, Jork, Jark-Gostkowski, Księżyc odmienny) – kaszubski herb szlachecki, według Przemysława Pragerta odmiana herbu Księżyc.

## Opis herbu
Opis z wykorzystaniem zasad blazonowania, zaproponowanych przez Alfreda Znamierowskiego:
W polu błękitnym z lewej pośrodku półksiężyc srebrny z twarzą w prawo, nad nim, przed nim i pod nim po dwie gwiazdy złote w pas, z prawej u czoła takież słońce z twarzą. Klejnot: nad hełmem w zawoju błękitno-złotym, ramię zbrojne z mieczem, wzniesione do cięcia, w lewo. Labry błękitne, podbite złotem.

## Najwcześniejsze wzmianki
Herb przedstawiony na kamienicy w Toruniu, wymieniany przez Nowego Siebmachera, Semraua (Das Jarken Haus in Thorn) oraz Mülverstedta (Das wahre stamwappen des Grafen York v. Wartenburg).

## Rodzina Jark
Drobna szlachta kaszubska ze wsi Gostkowo, zaliczana do kategorii panków. Nazwisko ich ma pochodzić od imienia Jarek albo Jerzy. Z powodu podobieństwa nazwisk mylono tę rodzinę ze Skórkami herbu Gostkowski, Górkami z Kaszub, a nawet z Jorkami z Pomorza Zachodniego. Pierwsza wzmianka o rodzie z 1559 (Drewes i Merten Jerke), kolejne z lat 1603 (Andreas Garcke), 3 lipca 1607 (Urban, Thomas i Andreas Jorken), 1658 (Andreas i Jurgen Die Jarcken w Gostkowie i Friedrich Jarck z Dąbrówki), 1684 (Christian, syn Jurgena, brat Jurgena), 1712 (Krzysztof Jarke, przeniósł się do Torunia, gdzie jeszcze w 1733 wzmiankowany jako kupiec), 1756 (Johann von Jarcke). Dział należący do Jarków w Gostkowie przeszedł drogą ożenku w posiadanie Grabowskich. Linia toruńska Jarków żyła jeszcze pod koniec XVIII wieku, Samuel Jarcke, potomek Christopha, zmarł w 1791 jako notariusz. Z rodziny tej pochodził Johann Ludwig Yorck von Wartenburg, który, wstydząc się swego pochodzenia z drobnej szlachty osiadł na Śląsku w Oleśnicy Małej i wylansował teorię o pochodzeniu od angielskich Yorków, których herb wraz z tytułem hrabiowskim zatwierdził mu 3 czerwca 1814 król pruski. Johann Ludwig dał w ten sposób początek hrabiowskiemu, śląskiemu rodowi Yorcków von Wartenburg, którzy wedle Ledebura są jedynymi żyjącymi potomkami kaszubskich Jarków. Johann Ludwig w momencie otrzymywania tytułu nie znał już prawdopodobnie właściwego herbu swojej rodziny, najpewniej posługiwał się błędnie przypisywanym Jarkom przez heraldyków i historyków herbem rodziny Königslow.

## Herbowni
Jark (Garcke, Gork, Jarck, Jarcka, Jarcken, Jarka, Jarke, Jarken, Jerke, Jorcken, Joricke, Jork, Jorken, Yorck, York), także Schurig, Skorka, Skurk (były to jednak raczej nazwiska rodziny siedzącej w tej samej wsi, choć niewykluczone, że spokrewnionej). Rodzina przyjmowała też nazwisko odmiejscowe Gostkowski (Gustkowski), dawne zachowując jako człon nazwiska podwójnego, albo całkiem zeń rezygnując.
Rodzina ta, wedle Pragerta, miała pierwotnie używać herbu Gostkowski, zaś herbu z gwiazdami miała używać jedynie toruńska jej linia. Tym niemniej w literaturze heraldycznej spotkać można opinie (Mülverstedt), że był to herb wszystkich Jarków. Niektórzy niemieccy heraldycy i historycy (Żernicki, Ledebur, Cramer) błędnie przypisywali Jarkom herb Königslow. Do herbu tego, być może używany nie tyle przez pomyłkę heraldyków, co przywłaszczony, prawdopodobnie przyznawała się gałąź przyszłego hrabiego i feldmarszałka Johanna Ludwiga. Ponadto Jarkom przypisywano zupełnie bezpodstawnie herby: zachodniopomorskich Jorków, przedstawiający w polu srebrnym rzekę błękitną, oraz herb rodziny Górków.